# (15264) Delbrück
15264 Delbruck (1990 TU11) – planetoida z grupy pasa głównego asteroid okrążająca Słońce w ciągu 3,79 lat w średniej odległości 2,43 j.a. Odkryta 11 października 1990 roku.